# SMS Rheinland
O SMS Rheinland foi um navio couraçado operado pela Marinha Imperial Alemã e a terceira embarcação da Classe Nassau depois do SMS Nassau e SMS Westfalen e seguido pelo SMS Posen. Sua construção começou em junho de 1907 no estaleiro da AG Vulcan Stettin em Estetino, sendo lançado ao mar em setembro de 1908 e comissionado na frota alemã em abril de 1910. A construção do navio e de seus irmãos foi uma resposta alemã ao revolucionário HMS Dreadnought da Marinha Real Britânica. O Rheinland tinha como bateria principal doze canhões de 283 milímetros montados em seis torres de artilharia duplas dispostas em um incomum arranjo hexagonal.
O couraçado passou por sua equipagem e testes marítimos, sendo comissionado para a Frota de Alto-Mar. Em tempos de paz seu serviço consistiu principalmente de rotinas de exercícios individuais ou junto com o resto da força alemã. O Rheinland foi bem ativo durante a Primeira Guerra Mundial, realizando várias incursões junto da frota para o Mar do Norte, algumas delas em suporte a ataques contra a costa do Reino Unido feitos pelos cruzadores de batalha do I Grupo de Reconhecimento. Estas operações culminaram na Batalha da Jutlândia em 31 de maio e 1º de junho de 1916, em que o Rheinland enfrentou vários contratorpedeiros britânicos em um confronto noturno a curta distância.
O navio também viu ação no Mar Báltico, participando em 1915 da Batalha do Golfo de Riga. Ele retornou para o Báltico em 1918 como parte de uma força de apoio a Guarda Branca na Guerra Civil Finlandesa, porém encalhou pouco depois de sua chegada. Os danos causados foram considerados muitos severos para justificarem reparos e assim o Rheinland foi descomissionado e usado como quartel pelo restante da guerra. O couraçado foi entregue em 1919 aos Aliados depois do afundamento da frota alemã em Scapa Flow, que por sua vez o vendeu para um desmantelador nos Países Baixos, que o desmontou e o vendeu como sucata até 1921.

## Características

Diagrama mostrando a disposição hexagonal da bateria principal dos navios da Classe Nassau.

O SMS Rheinland tinha 146,1 metros de comprimento de fora a fora, uma boca de 26,9 metros e um calado de 8,9 metros. Seu deslocamento com um carregamento normal de suprimentos ficava em 18 873 toneladas, porém quanto totalmente carregado esse valor podia chegar em 20 535 toneladas. Seu sistema de propulsão era composto por doze caldeiras Schulz-Thornycroft a carvão que alimentavam três motores de tripla expansão, que por sua vez impulsionavam três hélices triplas de cinco metros de diâmetro. Estas máquinas, escolhidas sobre as mais avançadas turbinas a vapor, foram instaladas a pedido do almirante Alfred von Tirpitz e do departamento de construção da Marinha Imperial Alemã, que afirmaram em 1905 que o "uso de turbinas em navios de guerra pesados não são recomendados". A potência gerada pelos motores era de 25 885 cavalos-vapor (19 300 quilowatts), o que lhe permitia alcançar uma velocidade máxima de vinte nós (37 quilômetros por hora), levemente acima de sua velocidade projetada de 19,5 nós (36,1 quilômetros por hora).
A bateria principal do Rheinland consistia de doze canhões SK L/45 de 283 milímetros. Estes eram montados em seis torres de artilharia arranjados em uma incomum configuração hexagonal: uma na proa, uma na popa e duas de cada lado. Seus armamentos secundários eram compostos por doze canhões SK L/45 de 149 milímetros e dezesseis canhões SK L/45 de 88 milímetros, todos montados em casamatas. Além disso, havia seis tubos de torpedo de 450 milímetros; um na proa, outro na popa e dois em cada lateral. O cinturão de blindagem tinha entre oitenta milímetros de espessura nas extremidades e trezentos na área central do navio, enquanto atrás do cinturão ficava uma antepara de torpedo de trinta milímetros de espessura. O convés era protegido por uma blindagem que ia desde 55 a oitenta milímetros de espessura. A torre de comando dianteira era protegida por um teto de oitenta milímetros e laterais de quatrocentos, já a torre traseira tinha uma proteção de cinquenta milímetros no teto e duzentos nas laterais. As torres de artilharia possuíam tetos de noventa milímetros e laterais de 280 milímetros de espessura, e as casamatas tinham 160 milímetros mais escudos de oitenta milímetros.

## História

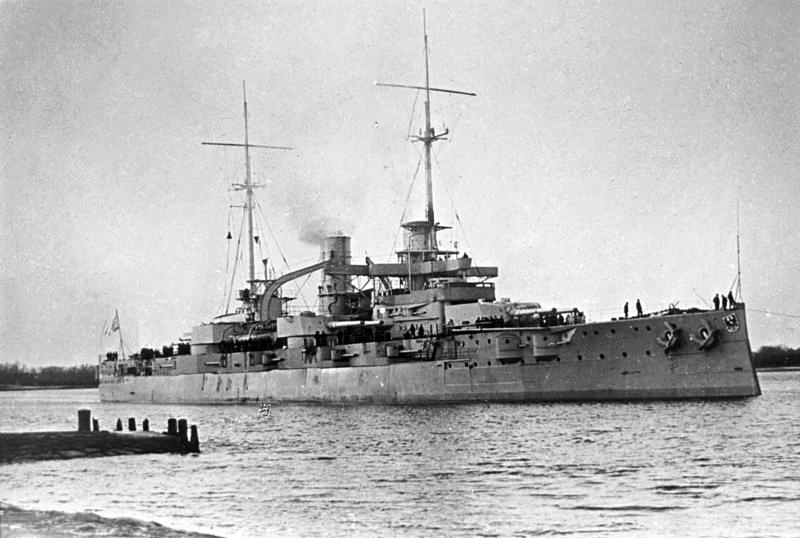
O Rheinland c. 1910.

O Rheinland foi a terceira embarcação da Classe Nassau e foi encomendado com o nome provisório de Ersatz Württemberg, sendo um substituto para o antigo ironclad SMS Württemberg da Classe Sachsen. O batimento de quilha ocorreu em 1º de junho de 1907 nos estaleiros da AG Vulcan Stettin em Estetino. Assim como nos seus dois navios irmãos mais velho, SMS Nassau e SMS Westfalen, as obras do Rheinland prosseguiram sob total sigilo, com destacamentos de soldados vigiando o navio e contratantes terceirizados como a Krupp. A Classe Nassau foi pensada pela Marinha Imperial Alemã como uma resposta ao HMS Dreadnought da Marinha Real Britânica, lançado um ano antes e que tinha revolucionado a construção de navios de guerra no mundo.
O couraçado foi lançado ao mar em 26 de setembro de 1908; ele foi batizado durante a cerimônia pela rainha Isabel da Romênia, enquanto o barão Clemens von Schorlemer-Lieser, presidente da Província do Reno, fez um discurso. Os trabalhos de equipagem foram finalizados no final de fevereiro de 1910. Uma tripulação do próprio estaleiro foi usada para seus testes marítimos, que ocorreram entre 23 de fevereiro e 4 de março perto de Swinemünde. O Rheinland depois disso foi levado para Kiel, onde foi comissionado em 30 de abril na Frota de Alto-Mar, ficando inicialmente sob o comando do capitão de mar Albert Hopman. Seguiram-se mais testes no Mar Báltico.
Esses novos testes foram completados em 30 de agosto, com Rheinland sendo levado para Wilhelmshaven, onde uma boa parte da tripulação foi transferida para o novo cruzador de batalha SMS Von der Tann e o capitão de corveta Wilhelm Bunnemann temporariamente assumiu o comando do couraçado. O navio participou em setembro das manobras de treinamento de outono da frota e novos tripulantes foram transferidos do antigo couraçado pré-dreadnought SMS Zähringen, com Hopman retornando para o comando. O Rheinland foi então designado para a I Esquadra de Batalha da Frota de Alto-Mar. As embarcações partiram em outubro para o tradicional cruzeiro de inverno, que foram sucedidos por exercícios de frota em novembro. O navio participou dos cruzeiros de verão para a Noruega no mês de agosto de 1911, 1913 e 1914. Hopman continuou no comando da embarcação até meados de agosto de 1911, quando foi substituído pelo capitão de mar Richard Engel.

### Primeira Guerra
O Rheinland participou de quase todas as ações da frota na Primeira Guerra Mundial. A primeira dessas operações foi realizada principalmente por cruzadores de batalha: o bombardeamento das cidades britânicas costeiras de Scarborough, Hartlepool e Whitby entre 15 e 16 de dezembro de 1914. A frota de batalha alemã, formada por doze couraçados e oito pré-dreadnoughts, que estava servindo de suporte distante para os cruzadores de batalha, chegou a ficar dez milhas náuticas (dezenove quilômetros) de distância de uma esquadra britânica de seis couraçados. Entretanto, confrontos entre contratorpedeiros convenceram o almirante Friedrich von Ingenohl, comandante da Frota de Alto-Mar, que eles estavam na verdade enfrentando toda a Grande Frota britânica. Ele terminou a batalha e ordenou uma retirada de volta para a Alemanha. Uma incursão para o Banco de Dogger ocorreu em 24 de abril de 1915, porém um cilindro de alta-pressão do Rheinland quebrou e os reparos só foram finalizados em 23 de maio.

#### Golfo de Riga
A frota alemã tentou em agosto de 1915 liberar o Golfo de Riga das mãos da Rússia com o objetivo de facilitar a captura da cidade de Riga pelo exército. Os planejadores alemães queriam afugentar ou destruir as forças navais russas no golfo, que incluíam o couraçado pré-dreadnought Slava e vários contratorpedeiros e barcos torpedeiros. A força naval alemã também estabeleceria uma série de campos minados na entrada norte do golfo a fim de impedir que reforços russos pudessem entrar na área. A frota alemã incluía o Rheinland e seus três irmãos, os quatro couraçados da Classe Helgoland e os cruzadores de batalha Von der Tann, SMS Moltke e SMS Seydlitz. Todas as embarcações operaram sob o comando do vice-almirante Franz Hipper. Os oito couraçados proporcionariam cobertura para as forças que enfrentariam a flotilha russa. A primeira tentativa em 8 de agosto fracassou, pois os alemães demoraram muito para liberar os campos minados russos e para o lança-minas SMS Deutschland estabelecer suas próprias.
Uma segunda tentativa ocorreu em 16 de agosto: o Nassau, o Posen, quatro cruzadores rápidos e 31 barcos torpedeiros conseguiram furar as defesas russas. No primeiro dia, o caça-minas SMS T46 e o torpedeiro SMS V99 afundaram. O Nassau e o Posen enfrentaram o Slava no dia seguinte, resultando em três acertos no couraçado russo que o forçaram a recuar. Os campos minados foram liberados no dia 19 e a flotilha entrou no golfo. Entretanto, relatos de submarinos Aliados na área fizeram os alemães recuarem. Hipper depois comentou que "Manter navios valiosos por tempo considerável em uma área limitada em que submarinos inimigos estavam cada vez mais ativos, com o risco de dano e perda correspondente, era entrar em uma aposta de todas as proporções para a vantagem decorrente da ocupação do golfo antes da captura de Riga do lado terrestre".

#### Mar do Norte
A Frota de Alto-Mar voltou para o Mar do Norte em agosto, com o capitão de mar Heinrich Rohardt assumindo o comando do Rheinland. A operação seguinte foi uma varredura da área entre 11 e 12 de setembro de 1915, porém se encerrou seu confrontos. Outra incursão ocorreu em 23 e 24 de outubro, durante a qual os alemães novamente não encontraram os britânicos. O navio foi para a doca seca em 12 de fevereiro de 1916 a fim de passar por grande manutenção que durou até 19 de abril. Ele voltou para a frota em tempo de participar de outro avanço para o Mar do Norte de 21 a 22 de abril. Seguiu-se dois dias depois uma missão de bombardeamento; o Rheinland fez parte do grupo de couraçados em suporte dos cruzadores de batalha do I Grupo de Reconhecimento, que atacou as cidades britânicas de Great Yarmouth e Lowestoft. O Seydlitz foi danificado por uma mina durante a operação e precisou voltar para o porto prematuramente. A visibilidade estava ruim e a missão foi encerrada antes que a frota britânica pudesse intervir.

#### Jutlândia

Mapa mostrando os principais movimentos da Batalha da Jutlândia. Os alemães são mostrados em vermelho enquanto os britânicos em azul.

O almirante Reinhard Scheer, comandante da Frota de Alto-Mar, planejou pouco depois outro ataque contra a costa britânica, porém os danos no Seydlitz e problemas nos condensadores de vários couraçados da III Esquadra de Batalha adiaram a ação até o final de maio. A frota de batalha alemã partiu da Angra de Jade às 3h30min de 31 de maio. O Rheinland foi designado para a II Divisão da I Esquadra de Batalha, sob o comando do contra-almirante W. Engelhardt. O navio era o segundo da divisão, logo atrás do Posen e na frente do Nassau e do SMS Westfalen. A II Divisão era a última unidade de couraçados na frota; eles eram seguidos pelos antigos pré-dreadnought da II Esquadra de Batalha.
Onze couraçados alemães, incluindo o Rheinland, batalharam das 17h48min às 17h52min com a 2ª Esquadra de Cruzadores Rápidos britânica, porém a distância e baixa visibilidade impediram disparos certeiros. A embarcação abriu fogo novamente dez minutos depois, mirando provavelmente no HMS Southampton, sem sucesso. A frota alemã enfrentou a Grande Frota britânica uma segunda vez às 20h15min e foi forçada a recuar; ao fazer isso, a ordem de batalha foi invertida e o Rheinland ficou em terceiro na fila atrás do Westfalen e do Nassau. Tripulantes do Rheinland e do Westfalen avistaram duas faixas de torpedo às 21h22min que mostraram-se imaginárias. Os navios foram forçados a diminuir a velocidade para permitir que os cruzadores do I Grupo de Reconhecimento passassem para frente. Os dois couraçados observaram às 22h luzes não identificadas na escuridão. Uma mensagem de desafio transmitida por holofote foi ignorada, assim as duas embarcações viraram para estibordo a fim de evitar quaisquer torpedos que poderiam ter sido disparados. O resto da I Esquadra de Batalha fez o mesmo.
As principais unidades alemãs encontraram contratorpedeiros e cruzadores britânicos às 00h30min do dia 1º de junho. Seguiu-se um confronto a curta distância; o Rheinland acertou o cruzador blindado HMS Black Prince com suas armas secundárias a uma distância de 2,2 a 2,6 quilômetros. O couraçado e o resto da frota recuaram depois de alguns minutos para evitarem torpedos. O Rheinland foi acertado às 00h36min por dois projéteis dos canhões de 150 milímetros do Black Prince. O primeiro tiro cortou os cabos dos holofotes e danificou a chaminé dianteira, enquanto o segundo acertou a lateral do navio e explodiu na antepara transversal dianteira. A antepara foi entortada para dentro pela explosão, porém não foi penetrada. O Rheinland atacou outro contratorpedeiro, possivelmente o HMS Ardent, 45 minutos depois, porém precisou parar de atirar quando um cruzador alemão aproximou-se de mais de sua linha de fogo. Ao mesmo tempo, o Black Prince foi destruído por disparos do couraçado SMS Ostfriesland.
A Frota de Alto-Mar, apesar da ferocidade das batalhas noturnas, conseguiu atravessar as forças de contratorpedeiros britânicas e alcançar o Recife de Horns às 4h. A frota chegou em Wilhelmshaven algumas horas depois, onde o Rheinland reabasteceu combustível e munição. Enquanto isso, seus três irmãos permaneceram na rada em posições defensivas. O navio disparou no decorrer das batalhas 35 projéteis de 280 milímetros e 26 de 150 milímetros. Os dois acertos do Black Prince mataram dez tripulantes e feriram outros vinte. Reparos foram realizados imediatamente em Wilhelmshaven e foram concluídos em 10 de junho.

#### Outras ações
Outro avanço da frota ocorreu entre 18 e 22 de agosto; I Grupo de Reconhecimento deveriam bombardear a cidade costeira de Sunderland em uma tentativa de atrair e destruir os cruzadores de batalha do vice-almirante sir David Beatty. Já que apenas dois dos quatro cruzadores de batalha alemães estavam em condições de batalha, três couraçados foram designados para o I Grupo de Reconhecimento: o SMS Markgraf, o SMS Grosser Kurfürst e o recém comissionado SMS Bayern. O Rheinland e o resto da Frota de Alto-Mar seguiriam atrás a fim de proporcionar cobertura. Os britânicos sabiam dos planos dos alemães e enviaram a Grande Frota para encontrá-los. Scheer foi avisado às 14h35min da aproximação da força britânica e, não querendo enfrentar toda a Grande Frota apenas dois meses depois da Jutlândia, alterou seu curso e retornou para os portos alemães.
O Rheinland cobriu em 25 e 26 de setembro uma varredura dos torpedeiros no Mar do Norte. Ele então participou de outro avanço da frota nos dias 18 a 20 de outubro. Em dezembro o capitão de corveta Theodor von Gorrissen substituiu Rohardt no comando da embarcação. O navio foi colocado em funções de vigia na Angra da Alemanha no início de 1917. A tripulação ficou inquieta em julho e agosto devido a qualidade ruim da comida. O couraçado não participou da Operação Albion contra os russos na Baía de Riga em outubro, porém permaneceu no Báltico a fim de impedir uma possível incursão britânica em apoio ao seu aliado.

#### Finlândia
O Rheinland e o Westfalen foram encarregados em 22 de fevereiro de 1918 de uma missão até a Finlândia com o objetivo de ajudar unidades militares alemãs no local. Eles chegaram nas Ilhas de Åland em 6 de março, com Gorrissen tornando-se o Comandante Naval Sênior até 10 de abril. No dia seguinte o couraçado partiu para Helsinque com a intenção de depois seguir para Danzig a fim de reabastecer. Entretanto, o Rheinland encontrou uma neblina espessa no caminho e encalhou na ilha de Lågskär às 7h30min. Dois homens morreram no incidente e o navio ficou muito danificado. Três salas de caldeiras foram inundadas e seu casco interior perfurado. Esforços para reflutuá-lo entre 18 e 20 de abril falharam. A tripulação foi temporariamente transferida e o couraçado pré-dreadnought SMS Schlesien foi colocado de volta em serviço. Um guindaste flutuante foi trazido de Danzig em 8 de maio; sua bateria principal e partes da blindagem foram removidas. O navio teve seu peso reduzido em mais de seis mil toneladas e, com a ajuda de pontões, reflutuado em 9 de julho. O Rhelinland foi rebocado até Mariehamn, onde reparos temporários foram feitos. Ele partiu para Kiel em 24 de julho com a ajuda de rebocadores, chegando três dias depois. Foi considerado o concerto era impraticável e a embarcação foi descomissionada em 4 de outubro e transformada em um quartel.

### Destino
A Alemanha ruiu e se rendeu em novembro de 1918, com grande parte da Frota de Alto-Mar sendo internada em Scapa Flow na Escócia como parte dos termos do Armistício de Compiègne. O Rheinland e seus três irmãos não estavam entre os navios listados para serem internados, assim permaneceram na Alemanha. O contra-almirante Ludwig von Reuter, que assumiu o comando da frota, descobriu que o prazo limite para a assinatura do Tratado de Versalhes seria em 21 de junho de 1919, chegando a conclusão que os britânicos tomariam as embarcações alemãs assim que os termos do armistícios deixassem de estar em efeito. Para que isto não ocorresse, Reuter decidiu deliberadamente afundar seus navios assim que pudesse. A frota britânica de vigia deixou Scapa Flow na manhã do dia 21 para realizar treinamentos, com o comandante alemão emitindo suas ordens de afundamento às 11h20min. A maioria dos navios, incluindo os couraçados, conseguiram afundar.
Os Aliados exigiram substitutos para as embarcações naufragadas. Isto incluía o Rheinland, que foi removido da lista naval alemã em 5 de novembro de 1919 e posteriormente entregue aos Aliados. O couraçado foi vendido em 28 de junho de 1920 para um desmantelador em Dordrecht nos Países Baixos. Ele foi rebocado até o local um mês depois em 29 de julho, sendo totalmente desmontado até o ano seguinte. O sino do Rheinland está preservado no Museu de História Militar da Bundeswehr em Dresden.